# SN 2006aw
SN 2006aw – supernowa typu Ia odkryta 15 marca 2006 roku w galaktyce E085-G38. W momencie odkrycia miała maksymalną jasność 14,90m.